# Шуари

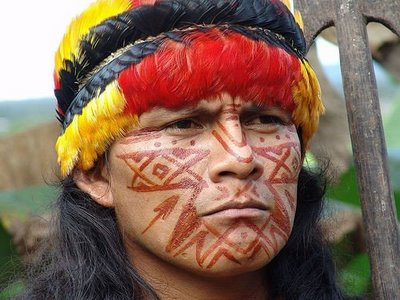
представник шуарів

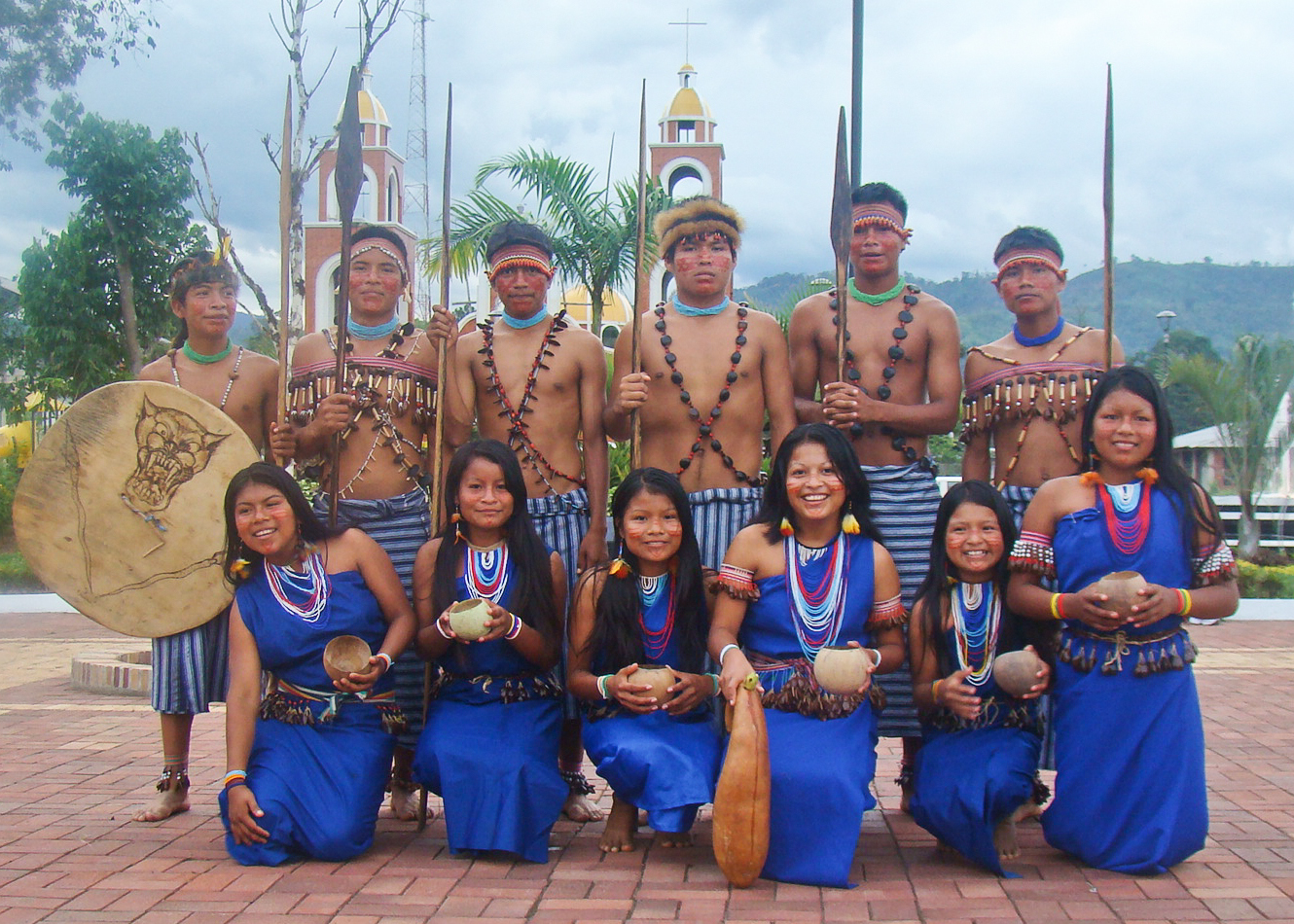
представники шуарів

Шуари, хіва́ро, хібаро — група індіанських народів (унтсурі шуара, ачуара, уамбіса, агуаруна) в Еквадорі (35 тис. осіб, між річкою в Пастас на півночі і верхів'ями річки Самора на півдні) і Перу (40 тис. осіб, басейн річки Тігре, припливу Мараньона) корінні жителі Монтані — області передгір'їв Анд на сході Перу, на схід від р. Укаялі, що примикає до рівнин Амазонії. Розмовляють на мовах групи хіваро, що іноді об'єднують з ізольованою мовою кандоші сім'ї хіваро-кандоші. Поширена також серед згаданого народу мова кечуа. Релігійні уявлення складаються з місцевих вірувань, а також католицизму.

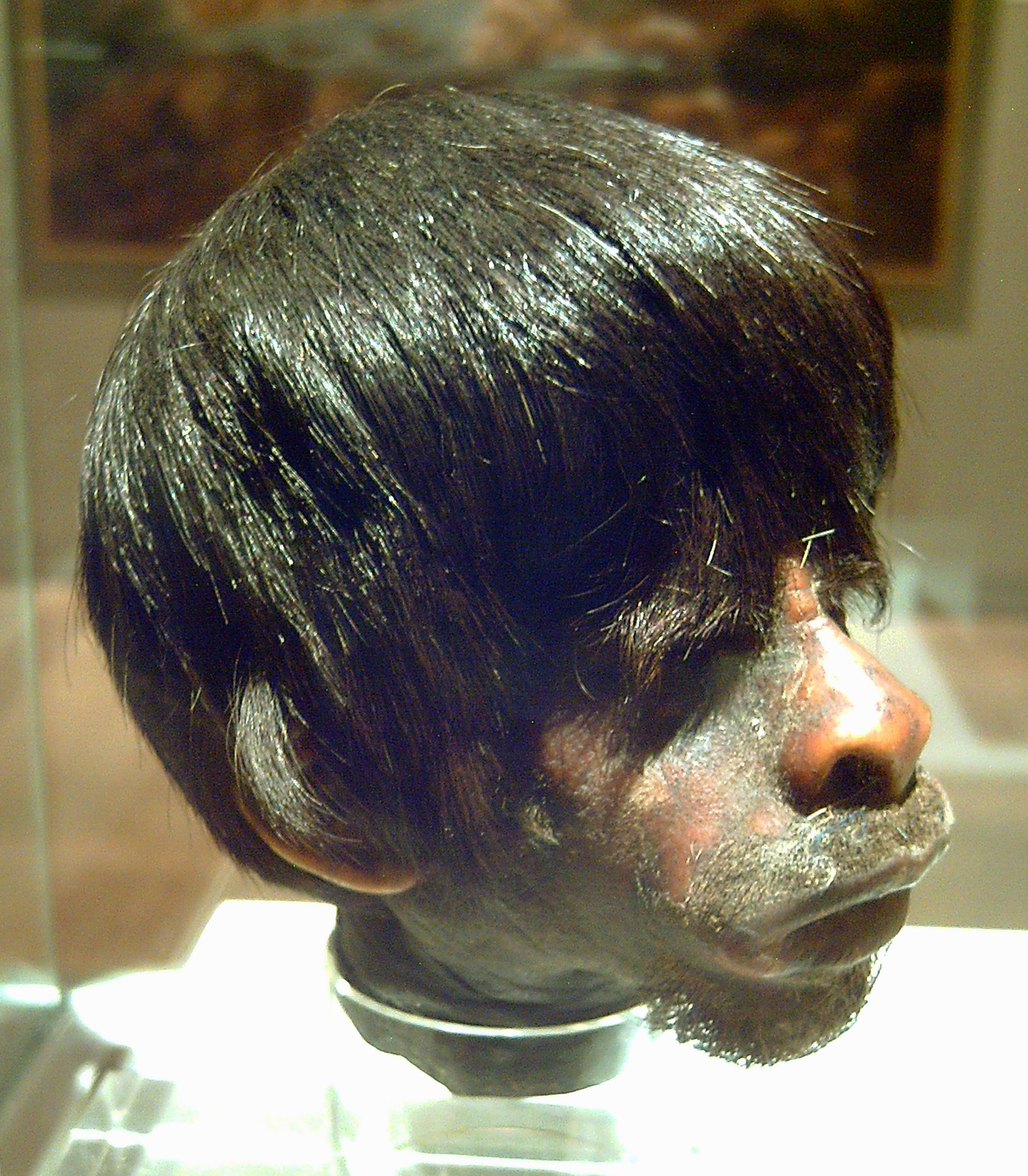
тсантса, Музей Америки (Мадрид)

Першим випадком контакту людей племені хіваро з європейцями були відомі з XIX ст., постійні контакти — вже тільки з середини XX ст.. Їх культура являє собою перехідну, проміжну сходинку між культурою корінного населення Анд і культурою індіанців тропічних земель сходу Південної Америки. Звичайними заняттями — є мисливство на пекарі, тапірів, мавп, мурахоїдів, лінивців і птахів із застосуванням луків, дротиків та капканів. Але їх самою відомою зброєю є духові трубки. Рибальство безсумнівно також є важливим джерелом видобутку їжі для хіваро. Ручне підсічно-вогневе землеробство (обробляється маніок, кукурудза, боби, бавовна, тютюн) відіграє в їх житті також важливу роль. Плетіння, ткацтво, гончарство — ремесла, які є достатніми для задоволення господарських потреб хіваро. На даний час все більше хіваро працює за наймом у сільському господарстві. Великосімейні громади хіваро споруджували за планом еліптичні будинки. 5-6 будинків, розташованих на відстані декількох кілометрів один від іншого, становили громаду. Сучасне їх житло — креольського типу. Шлюб — патрилокальний. Була поширена сороральна полігінія. Звичайний чоловічий одяг складається з спідниці, жіночий — являє собою тунікообразну сукню із застібкою на правому плечі. Вірування включають культи духів, шаманізм.
Говорячи про хіваро — згадують про полювання за головами. Бо убитим ворогам хіваро відрізають голови, стягують шкіру з голови, щоб вона не ушкодилася, висушують, потім варять кілька разів протягом 30 хв.. Внаслідок чого вона зменшується приблизно в чотири рази і наповнюють її гарячим піском. Після чого виліплюють колишні риси обличчя. За уявленнями хіваро тсантса (як вони називають висушені голови) передає мисливцеві силу вбитого ворога.
Із сучасних хібаро близько півтори тисячі людей живуть в ізоляції та продовжують вести традиційний спосіб життя. Решта живуть близько місій, частина — в резерваціях (наприклад, в районі річки Самора).